# Madison Wilson
Madison Wilson (Roma (Queensland), 31 mei 1994) is een Australische zwemster. Ze vertegenwoordigde haar vaderland op de Olympische Zomerspelen 2016 in Rio de Janeiro.

## Carrière
Bij haar internationale debuut, op de Gemenebestspelen 2014 in Glasgow, eindigde Wilson als zesde op de 200 meter rugslag, als zevende op de 100 meter rugslag en als achtste op de 50 meter rugslag. Op de wereldkampioenschappen kortebaanzwemmen 2014 in Doha eindigde de Australische als vierde op de 100 meter rugslag en als vijfde op de 200 meter rugslag, daarnaast strandde ze in de halve finales van de 50 meter rugslag. Op de 4x100 meter wisselslag legde ze samen met Sally Hunter, Emily Seebohm en Bronte Campbell beslag op de zilveren medaille, samen met Leah Neale, Brianna Throssell en Kylie Palmer sleepte ze de bronzen medaille in de wacht op 4x200 meter vrije slag.
In Kazan nam Wilson deel aan de wereldkampioenschappen zwemmen 2015. Op dit toernooi veroverde ze de zilveren medaille op de 100 meter rugslag, op de 50 meter rugslag eindigde ze op de zesde plaats. Op 4x100 meter wisselslag zwom ze samen met Emily Seebohm, Melanie Wright en Bronte Barratt in de series, in de finale legde Seebohm samen met Emma McKeon, Bronte Campbell en Cate Campbell beslag op de wereldtitel. Samen met Lorna Tonks, Madeline Groves en Melanie Wright zwom ze in de series van de 4x100 meter wisselslag, in de finale sleepten Emily Seebohm, Taylor McKeown, Emma McKeon en Bronte Campbell de bronzen medaille in de wacht. Voor haar aandeel in de series van beide estafettes ontving Wilson zowel een gouden als een bronzen medaille.
Tijdens de Olympische Zomerspelen van 2016 in Rio de Janeiro eindigde de Australische als achtste op de 100 meter rugslag. Op de 4x100 meter vrije slag zwom ze samen met Brittany Elmslie, Bronte en Cate Campbell in de series, in de finale werden Elmslie en de zusjes Campbell samen met Emma McKeon olympisch kampioen. Samen met Taylor McKeown, Madeline Groves en Brittany Elmslie in de series van de 4x100 meter wisselslag, in de finale behaalde McKeown samen met Emily Seebohm, Emma McKeon en Cate Campbell de zilveren medaille. Voor haar inspanningen in de series van beide estafettes werd Wilson beloond met zowel een gouden als een zilveren medaille.

## Internationale toernooien
| Jaar | Olympische Spelen                                                                                                   | WK langebaan | WK kortebaan                                                                               | PanPacs       | Gemenebestspelen                               |
| ---- | --- | --- | ------------------------------------------------------------------------------------------ | ------------- | ---------------------------------------------- |
| 2014 | | | 9e 50m rugslag · 4e 100m rugslag · 5e 200m rugslag · 4x200m vrije slag · 4x100m wisselslag | geen deelname | 8e 50m rugslag 7e 100m rugslag 6e 200m rugslag |
| 2015 | | 6e 50m rugslag · 100m rugslag · 4x100m vrije slag · Wilson zwom enkel de series · 4x100m wisselslag · Wilson zwom enkel de series |                                                                                            |               |                                                |
| 2016 | 8e 100m rugslag · 4x100m vrije slag · Wilson zwom enkel de series · 4x100m wisselslag · Wilson zwom enkel de series | | 6-11 december                                                                              |               |                                                |

## Persoonlijke records
Bijgewerkt tot en met 28 november 2015
Kortebaan
| Afstand         | Tijd    | Datum            | Plaats   |
| --------------- | ------- | ---------------- | -------- |
| 50m vrije slag  | 25,14   | 27 november 2015 | Sydney   |
| 100m vrije slag | 52,91   | 8 november 2014  | Adelaide |
| 200m vrije slag | 1.55,17 | 28 november 2015 | Sydney   |
| 50m rugslag     | 26,65   | 6 december 2014  | Doha     |
| 100m rugslag    | 56,37   | 4 december 2014  | Doha     |
| 200m rugslag    | 2.01,75 | 7 november 2014  | Adelaide |

Langebaan
| Afstand         | Tijd    | Datum            | Plaats         |
| --------------- | ------- | ---------------- | -------------- |
| 50m vrije slag  | 25,77   | 12 december 2015 | Brisbane       |
| 100m vrije slag | 54,11   | 6 augustus 2016  | Rio de Janeiro |
| 200m vrije slag | 1.58,45 | 3 juni 2016      | Santa Clara    |
| 50m rugslag     | 27,83   | 5 augustus 2015  | Kazan          |
| 100m rugslag    | 58,75   | 4 augustus 2015  | Kazan          |
| 200m rugslag    | 2.07,18 | 22 januari 2016  | Melbourne      |